# Mas Boba
El Mas Boba és una obra d'Argentona (Maresme) protegida com a Bé Cultural d'Interès Local.

## Descripció
Masia fruit d'importants transformacions fetes cap el 1920, quan es va remodelar la vella masia per a convertir-la en xalet residencial. Té quatre cossos perpendiculars a la façana, consta de planta baixa més dos pisos i una torre mirador a l'extrem nord-est.
A la façana de migdia destaquen els dos portals i la finestra de pedra. També la galeria de la façana de llevant.
De l'interior cal esmentar la planta baixa, el celler i l'hipogeu. A la planta pis són rellevants els següents espais: entrant per la façana de tramuntana, l'entrada amb escala i un oratori a la paret esquerra, l'estança de la dreta i les dues estances de l'esquerra, que donen a la terrassa de sobre la galeria porticada.